# Bettancourt-la-Ferrée

Bettancourt-la-Ferrée este o comună în departamentul Haute-Marne din nord-estul Franței. În 2009 avea o populație de 1.825 de locuitori.

## Toponimie
Înțeles toponym: domeniul (scurt) care aparține lui Bethon, Bethan (numele persoanei de origine germanică).

## Evoluția populației
Evoluția numărului de locuitori este cunoscută prin recensămintele populației desfășurate în comuna din 1793. Din 2006, populațiile legale ale comunelor sunt publicate anual de INSEE. Recensământul se bazează acum pe o colecție anuală de informații, care acoperă succesiv toate teritoriile municipale pe o perioadă de cinci ani. Pentru municipalitățile cu mai puțin de 10.000 de locuitori, se efectuează un sondaj de recensământ al întregii populații la fiecare cinci ani, populațiile legale ale anilor intermediari fiind estimate prin interpolare sau extrapolare. Pentru municipalitate, primul recensământ cuprinzător în cadrul noului sistem a fost realizat în 2006.
În 2015, municipalitatea avea 1 705 de locuitori, în scădere cu 4,96% față de 2010 (Haute-Marne: -2,65%, Franța, cu excepția Mayotte: + 2,44%).
| An        | 1975  | 1982  | 1990  | 1999  | 2006  | 2009  |
| --------- | ----- | ----- | ----- | ----- | ----- | ----- |
| Populație | 1.843 | 2.295 | 2.286 | 2.041 | 1.886 | 1.825 |